# En haut lieu
 (février 2022).
En haut lieu  (titre original : In High Places) est un roman d'Arthur Hailey paru en 1960.